# 帕爾奇耶
45°40′33.3″N 14°15′26.25″E / 45.675917°N 14.2572917°E

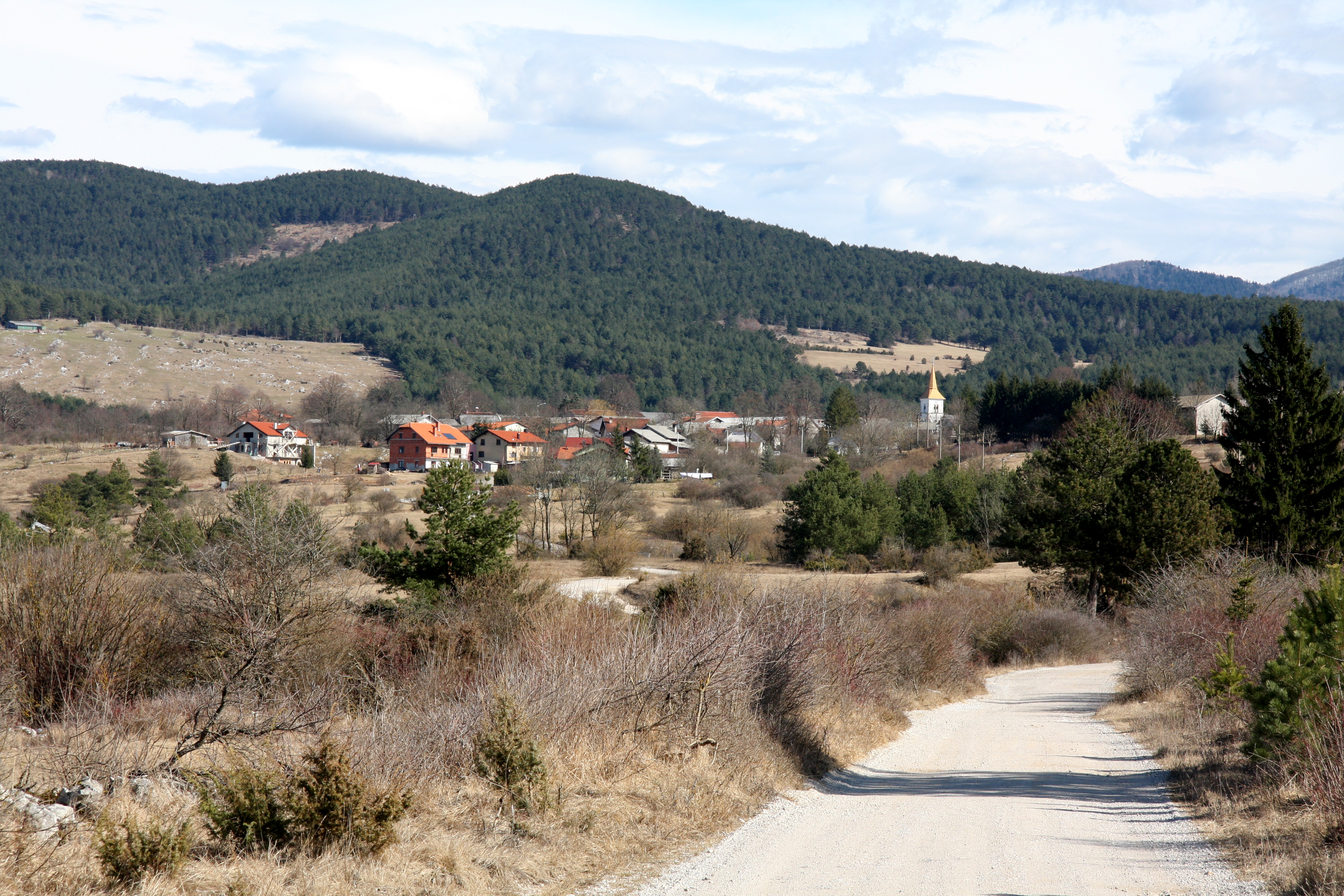

帕爾奇耶，是斯洛文尼亞的城鎮，位於該國西南部內卡尼奧拉地區，由皮夫卡負責管轄，面積30.6平方公里，海拔高度602米，2002年人口208，人口密度每平方公里6.8人。